# Florian Emslander
Florian Emslander (...) è un ex giocatore di football americano tedesco che ha giocato come linebacker.

## Palmarès
- 1 World Games (2005)
- 1 Europeo (2010)
- 2 Eurobowl (Berlin Adler; 2008, Calanda Broncos, 2012)
- 1 EFAF Cup (Berlin Adler, 2010)
- 1 German Bowl (Berlin Adler, 2009)
- 1 Superbowl italiano (Lions Bergamo, 2006)
- 1 Swiss Bowl (Calanda Broncos, 2012)